# 大內密探靈靈狗
《大內密探靈靈狗》（英語：On His Majesty's Secret Service）是一部2009年的香港電影，由王晶執導，古天樂、徐熙媛、佟大為、宋佳、劉洋、樊少皇、林子聰 、李東學 主演。

## 演員表
| 演員   | 配音         | 角色 |
| 古天樂 | 國語：王凱   | 高天九，零零狗（領銜主演），發明家，官職為欽天監，喜歡梅希望 |
| 徐熙媛 | 粵語：       | 梅希望（領銜主演），喜歡零零狗 |
| 佟大為 | 粵語：羅偉傑 | 高天虎，零零虎（領銜主演），喜歡彩雲公主 |
| 宋佳   | 粵語：林芷筠 | 彩雲公主（領銜主演），喜歡零零虎 |
| 劉 洋  | 粵語：程文意 | 袁若男（領銜主演），女扮男裝，以成俊王子身分迎娶公主，最後說明她也喜歡零零狗                                                                                         |
| 樊少皇 |              | 曹仁超（領銜主演），反派大太監，先是被十二密探和梅希望擊敗，最後被袁若男斬首。                                                                                       |
| 林子聰 |              | 零零豬（領銜主演），最強人肉盾牌 |
| 吳君如 |              | 西宮娘娘（特別演出）皇上的愛妃，懂一點忍術。 |
| 劉儀偉 | 粵語：張達明 | 皇上（主演） |
| 那威   |              | 國舅（主演） |
| 梁家仁 |              | 梅大俠（主演）梅希望之父 |
| 苑瓊丹 |              | 林美人（主演）梅希望之母 |
| 張嘉倫 |              | 零零鼠（主演） |
| 羅家英 |              | 馬可菠羅包 |
| 李建仁 |              | 麗貴妃 |
| 李東學 | 粵語：李家傑 | 鬼太郎，來自日本的忍者，取代了日本將軍之子的身分迎娶公主後被識破，怒嗆要求男密探跟他對打，然而女密探們、梅希望和袁若男出馬以女生的身分毆打鬼太郎，最後被零零豬壓死。 |
| 馮惠媛 |              | 零零兔，女密探，最後把鬼太郎活活打趴 |
| 陳佳佳 | 粵語：劉惠雲 | 零零蛇，女密探，把鬼太郎打趴 |
| 江明洋 |              | 零零馬 |
| 鄭逸桐 |              | 零零羊，女密探，把鬼太郎打趴。 |
| 吳晴晴 |              | 宮女 |

## 外部連結
- 香港影庫上《大內密探靈靈狗》的資料（繁體中文）
- 開眼電影網上《大內密探靈靈狗》的資料（繁體中文）
- 豆瓣电影上《大內密探靈靈狗》的資料 （简体中文）
- 时光网上《大內密探靈靈狗》的資料（简体中文）
- AllMovie上《大內密探靈靈狗》的资料（英文）
- 爛番茄上《大內密探靈靈狗》的資料（英文）
- TCM电影资料库上《大內密探靈靈狗》的资料（英文）
- 互联网电影数据库（IMDb）上《大內密探靈靈狗》的资料（英文）